# Aaliyah (album)
Az Aaliyah című album Aaliyah amerikai énekesnő harmadik albuma és utolsó stúdióalbuma. 2001-ben jelent meg, röviddel az énekesnő halála előtt. Az album az amerikai Billboard 200 albumslágerlista 2. helyén nyitott, az első héten 200 000 példány kelt el belőle, és négy héttel a megjelenése után már aranylemez lett. Augusztus végén a 19. helyen állt a slágerlistán, de gyorsan az első helyre került, miután Aaliyah augusztus 25-én repülőszerencsétlenségben életét vesztette. Ezen a héten 305 000 példány kelt el belőle. Az albumból az USA-ban 3 millió, világszerte 10 millió példány kelt el. 2002-ben Grammy-díjra jelölték, de Alicia Keys Songs in A Minor című albuma lett a díjnyertes.
Az Aaliyah albumot az énekesnő legérettebb művének tekintik. Majdnem minden dalt Steve „Static” Garrett írt, az I Care 4 U-t Missy Elliott (még az előző, One in a Million című albumra, melyre helyhiány miatt nem került fel). Az albumon többféle stílus keveredik, a We Need a Resolution című R&B-dal, a reggae ihletésű Rock the Boat és a dance-pop More Than a Woman kislemezen is megjelentek, az I Care 4 U soulballada és a rockos I Can Be csak az USA-ban, az I Refuse pedig kizárólag Franciaországban.
Eredetileg a Loose Rap című szám lett volna az album első kislemeze, Aaliyahnak nagyon tetszett a dal, és nyilatkozta is, hogy 2001 áprilisában ki fogja adni kislemezen, ebből azonban nem lett semmi, és a We Need a Resolution lett az első kislemez.
Az albumot Aaliyah a nagymamája, Mintis L. Hicks Hankerson emlékének ajánlotta.

## Számlista
| #                           | Cím                                    | Producer           | Szerző                                         | Hossz |
| --------------------------- | -------------------------------------- | ------------------ | ---------------------------------------------- | ----- |
| 1.                          | We Need a Resolution (feat. Timbaland) | Timbaland          | Steve „Static” Garrett, Tim „Timbaland” Mosley | 4:02  |
| 2.                          | Loose Rap (feat. Static)               | Rapture & E. Seats | Rapture, E. Seats, Static                      | 3:52  |
| 3.                          | Rock the Boat                          | Rapture & E. Seats | Rapture, Seats, Static                         | 4:35  |
| 4.                          | More Than a Woman                      | Timbaland          | Static, Timbaland                              | 3:49  |
| 5.                          | Never No More                          | Bud’da             | Bud’da; Static                                 | 3:58  |
| 6.                          | I Care 4 U                             | Timbaland          | Missy Elliott, Timbaland                       | 4:33  |
| 7.                          | Extra Smooth                           | Rapture & E. Seats | Rapture, Seats, Static                         | 3:55  |
| 8.                          | Read Between the Lines                 | Bud’da             | Bud’da, Static                                 | 4:20  |
| 9.                          | U Got Nerve                            | Rapture & E. Seats | B. Bush, Rapture, Seats                        | 3:43  |
| 10.                         | I Refuse                               | J-Dub              | J-Dub, Static                                  | 5:57  |
| 11.                         | It’s Whatever                          | Rapture & E. Seats | Static                                         | 4:08  |
| 12.                         | I Can Be                               | S. A. Anderson     | Durrell „Tank” Babbs                           | 2:59  |
| 13.                         | Those Were the Days                    | Rapture & E. Seats | Static                                         | 3:24  |
| 14.                         | What If                                | J-Dub              | Tank                                           | 4:24  |
| USA bónuszdal, rejtett szám |                                        |                    |                                                |       |
| 15.                         | Messed Up                              | Rapture & E. Seats | Bush, Garrett, Seats, Rapture Stewart          | 3:35  |
| Nemzetközi bónuszdal        |                                        |                    |                                                |       |
| 15.                         | Try Again                              | Timbaland          | Static, Timbaland                              | 4:44  |
| 2004 Edition                |                                        |                    |                                                |       |
| 16.                         | Miss You                               | Teddy Bishop       | Johnta Austin, Teddy Bishop                    | 4:05  |
| 17.                         | Don’t Know What to Tell Ya             | Timbaland          | Timbaland, Static                              | 5:01  |
| 18.                         | Erica Kane                             | Rapture & E. Seats | Stewart, Seats, Static                         | 4:38  |

Az albumra írt, de rá nem került dalok
- Steady Ground (feat. Static from Playa; később kiszivárgott az internetre)
- Where Could He Be? (Been Around the World) (feat. Missy Elliott & Tweet)
- Girlfriends (feat. Yaushameen Michael)
- I Am Music (feat. Beck) [Original Version]
- Don’t Know What to Tell Ya (később felkerült az I Care 4 U válogatásalbumra és az Aaliyah album új kiadására)
- Erica Kane (később felkerült az I Care 4 U-ra és az Aaliyah album új kiadására)
- Miss You (később felkerült az I Care 4 U-ra és az Aaliyah album új kiadására)
- Time (eredetileg a 30 Years to Life filmzenealbumához készült)

## Kislemezek
- We Need a Resolution (2001)
- Rock the Boat (2001)
- More Than a Woman (2001)
- I Refuse (2001)
- I Care 4 U (2002)

## Helyezések
| Slágerlista (2001)               | Legfelső helyezés |
| -------------------------------- | ----------------- |
| USA Billboard 200                | 1                 |
| USA Billboard R&B/Hip-Hop Albums | 1                 |
| Ausztrál albumslágerlista        | 41                |
| Belga albumslágerlista           | 11                |
| Brit albumslágerlista            | 5                 |
| Finn albumslágerlista            | 33                |
| Francia albumslágerlista         | 9                 |
| Holland albumslágerlista         | 25                |
| Kanadai albumslágerlista         | 1                 |
| Német albumslágerlista           | 9                 |
| Olasz albumslágerlista           | 40                |
| Osztrák albumslágerlista         | 21                |
| Svájci albumslágerlista          | 6                 |
| Svéd albumslágerlista            | 23                |
| Új-zélandi albumslágerlista      | 25                |